# Björn Körlof
Björn Harald Bruno Körlof, född 19 oktober 1944 i Överluleå församling i Norrbottens län, är en svensk ämbetsman och politiker.

## Biografi
Körlof avlade reservofficersexamen 1971 och är sedan dess reservofficer i infanteriet. Han avlade 1972 juris kandidat-examen vid Uppsala universitet. Åren 1972–1977 var han kanslisekreterare vid Försvarsdepartementet och 1977–1989 departementssekreterare där. Därefter var han generaldirektör för Fortifikationsförvaltningen 1989–1994, för Styrelsen för psykologiskt försvar 1994–2001 och för Pliktverket 2001–2007. Åren 1976–1978 och 1981–1989 var han riksdagsledamot för Moderata samlingspartiet. Han är numera verksam som strategisk rådgivare vid Ramboll Sverige.
Björn Körlof invaldes 1997 som ledamot i Kungliga Krigsvetenskapsakademien.
Körlof är son till överstelöjtnant Sven Körlof (1916–2014) och sjukgymnasten Ingrid Sjöberg (1916–2001). Han är brorson till Voldmar Körlof och sonson till Harald Körlof.